# Tayyi
Tayyi o Tayy (àrab: طيء, Ṭayyʾ) fou una tribu àrab.
A petició dels Azd i els Kinda va abandonar el sud de la península Aràbiga i es va instal·lar al Jabal Xammar, a les muntanyes Adja i Salma, aleshores anomenades Jabal Tayyi. Els Asad que dominaven les muntanyes Xammar van perdre part del seu territori, però es van aliar amb els nou vinguts i foren coneguts com al-Halifani (els dos aliats). Les cròniques siríaques anomenen tayyis de manera genèrica als àrabs (tayyaye, dialecte occidental siríac tayoye). Els tayyis foren aliats dels sassànides i dels seus clients els làkhmides; però també de l'Imperi Romà d'Orient i dels seus clients els gassànides. Una part foren cristians i la resta pagans adorant als ídols al-Fils i Ruda. Amb l'islam una part es van fer musulmans. Un grup de la tribu establerta al segle vi a Kinnasrin i Alep va lluitar no obstant pels romans d'Orient. Alí ibn Abi-Tàlib emncara va destruir un ídol dels tayyis. Diverses persones de la tribu van jugar un cert paper a la història, si bé cap fou governador califal.